# Kantavár
Kantavár a Mecsekben, Pécstől északra található. A romok mellett elhalad a Dél-dunántúli Pirostúra egyik szakasza. A három oldalról megmászhatatlan és árkokkal körülvett vár az eddigi ismeretek szerint a pécsi kántoroknak volt egy erősített lakhelye még a török hódoltság előtt, a 15. század táján.

## Története
Az eddigi információk szerint Kantavár is IV. Béla uralkodása alatt, a tatárjárás után, a nagy várrendszer-építéskor született. Az építés pontos idejéről és az építtető személyéről nem maradtak fenn oklevelek. Az építtető lehetett a közeli pécsi püspök vagy egy helyi kisebb rangú nemes is.
A vár a 16. században pusztult el. A pusztulás oka az lehetett, hogy a magyarok felrobbantották a törökök elől, vagy egy török támadás. Nem zárható ki az sem, hogy a magyarok otthagyták az épületet, ami azóta omladozik, míg mára már csak az alapfalak maradtak meg.